# 吉良東部農道
吉良東部農道（きら とうぶ のうどう）とは、愛知県西尾市吉良町を通る県営一般農道である。

## 概要
事業主体は愛知県で、農林水産省の補助を受け、県の幡豆農地開発事務所、現在の組織名は西三河農林水産事務所幡豆農地整備出張所で、2002年（平成14年）に地方機関の再編に伴い改称し、整備を実施した。農業生産物等の流通機構の合理化を図るための幹線的な農道であり、生産環境の近代化及び農村地域の生活環境整備を図ることを目的としている。吉良町東部をほぼ南北に縦貫し、起点を広域農道幡岡線との交点から、終点を広域農道西幡線との交点まで結ぶことにより、広域農道の効果を一層高めている。
吉良東部農道沿線の土地利用の大部分は樹園地が占める。その他に水田や畑などが見られる。一部では土砂採取場となっており、ダンプカーが往来する。

## 区間
総延長：6158メートル
- 起点：愛知県西尾市吉良町饗庭
- 終点：同県額田郡幸田町大字須美
  - 吉良東部1期地区：1593メートル
  - 吉良東部2期地区：2396メートル
  - 吉良東部3期地区：1162メートル
  - 吉良東部4期地区：1007メートル

## 通過する市町村
- 愛知県西尾市
- 愛知県額田郡幸田町

## 交通規制
- 愛知県公安委員会認定の規制標識により、最高速度40km/時、追越しのための右側部分はみ出し通行禁止、駐車禁止に指定されている。
- 吉良東部農道は二輪車に対する通行止め規制は一切ない。

## 接続する路線
- 広域農道幡岡線
- 愛知県道317号西尾幡豆線（友国南交差点）
- 愛知県道41号西尾幸田線
- 愛知県道318号宮迫今川線
- 広域農道西幡線

## 沿線・周辺
- 白山トンネル
- 滋光寺